# 鉄鋼無敵科學大魔號
『鉄鋼無敵科學大魔號』（てっこうむてきかがくだいまごう）は、唐沢なをきのSFギャグ漫画作品。『月刊少年キャプテン』1989年11月号から1991年2月号まで連載され、翌1992年、徳間書店から単行本化された。1997年には『月刊コミックビーム』9月号に特別編が掲載、同じ年に特別編も収録したアスキー出版局から再版されている。
また続編「鉄鋼無敵科學大魔號改」が『月刊少年マガジン増刊GREAT』1998年11月号から2001年9月号まで連載、2002年に講談社から単行本化されている。
単行本は、装丁やコマ割り、欄外の一行文に至るまで、昭和40年代の子供向け雑誌のふろく本を意識して作られている。

## 登場人物
少年キッド
主人公。大魔號の操縦者(操縦には腕時計型操縦機と脳を同調させる事が条件)。普段はマニアックな紙芝居屋で、披露する紙芝居は前衛的な作品が多く、子ども達に飽きられている。
山田恣（やまだ ほしいまま）博士
黒いレンズの眼鏡をかけている謎の科学者。回ごとに肩書きを転々と変えているように見えて実際は同姓同名の別人が多数存在し科学者の山田恣博士は一人。
淀川ゆに子
報道少女。最終回のラストで山田恣博士により少年キッドとは幼い頃生き別れた兄妹だと告げられる。
袴田（はかまだ）博士
殺人光線や極地の氷を溶かす装置など悪用する以外に用途の無い物ばかり開発し平和利用を試みる。恩師に山田恣博士の祖父と敵対関係にあった山本嘆（なげかわしい）博士をもつ。
袴田（はかまだ）さちこ
少年キッドと同棲中。南極での東京やせがまん陰謀団との戦いの後でキッドの正体を知り恋愛関係となる。袴田博士の娘だけに山田恣博士と協力して大魔號を改良する工学技能をもつ。
山本嘆（やまもと　なげかわしい）博士
狂気の天才科学者。頭は良いが耳は極端に遠い。偽大魔號（大魔號II）を製作する。山田恣博士の祖父・大魔號の製作者である山田詳（つまびらか）教授とは敵対関係にあった。
山田詳（やまだ　つまびらか）教授
山田恣博士の祖父にして大戦中に大魔號の開発に関わっていた中心人物。作中では名前しか出てこない。大魔號は詳教授単独で作られたものではないとおぼしき記述がある。
ニセ少年キッド
少年キッドと同じく変身前は紙芝居屋を営む。紙芝居は面白く販売する菓子は豪華な洋菓子でキッドを出し抜く。変身後は明らかに偽者と解る服装で額に「偽」の字入り。
東京眼魔団と組んでニセ大魔號（大魔號II）を操りキッド・大魔號と戦うが大魔號に向けて放った強化ハンマーヘッドを開口した大魔號に噛み砕かれ、仕様上脳が破壊され廃人となる。
ずんちゃん
体格の大きい無口な青年。みっぺいくんと常に行動を共にする。物語の展開上キッド達に同行する。その正体は国際警察で秘密裏に帝都の悪を調査していた。
みっぺいくん
体格の小さい痩せ型の青年。ずんちゃんと常に行動を共にする。何か言おうとする度にずんちゃんに殴られる、ずんちゃんと同様に正体は国家から派遣された国際警察。

## 敵組織
東京眼魔団（とうきょうがんまだん）当初は未完成の大魔號を完成させるべく巨大ロボット・大赤虫壱号を使い電子部品を強奪、大魔號が少年キッドと同調後は大魔號の破壊へ目的を切り替える。
団員は全員近眼で顔の大半を覆う視覚補強用ゴーグルを着用している、セリフの語尾に「そ」を付け足すのが特徴。水陸両用の移動要塞・大赤虫参号を根城に打倒大魔號に燃える。組織の規模・資金・権力は他の敵組織を全て召集できるほど大きく、当作品通しての代表的な敵組織と言える。そのゴーグルの下は割と美形揃い。
ニセ大魔號を建造しそれを操るニセ少年キッドを雇い変身前の少年キッドの実生活・人間関係にダメージを与えるなど姑息な手段を用いる事もある。
東京やせがまん陰謀団袴田博士の研究成果の悪用や遠隔操作型巨大ロボットによる都市破壊など割と適当に悪事を働く組織。仮面と頭巾が一体化したマスクが特徴。首領にはマスクの額に「や」の字入り。南極ではパンツ一丁、真夏は厚着で暖房機器で熱せられた部屋からの巨大ロボット操縦など、痩せ我慢第一主義、基地は東中野の家賃7万の賃貸。
怪人地球ゴマとその一味カタカナ表記で会話する顔を中心に大型のリングを浮かべた貴族風首領とその部下達。部下は全員黒マスクにスーツの制服で統一。血縁関係は不明だが首領は子持ち。
東京眼魔団に協力する代償として分け前の半分を要求するなど、他の敵組織とは違い、それなりの組織力を持つものと思われる。
東京かまぼこ団黒スーツに等身大サイズのかまぼこ板を背負い手拭いで頭髪を隠した外観。団員と首領の区別はつかないが組織内では判別できている模様。
超国家的大陰謀を目論み記憶喪失の娘を拉致、セリフの語尾に「ぼこ」と付け足すのが特徴。立て続けに起こるアクシデントにより首領が記憶喪失になってしまう。

## 登場メカ
- 鉄鋼無敵科學大魔號: 第二次世界大戦中、決戦兵器として秘密裏に建造された巨大ロボット。操縦には腕時計型端末との同調(脳に触手を刺し込む)が必須条件。
- ウルトラ・スーパーカブ: 少年キッドの愛車で先端に甲虫のような角がある大型スクーター。格納スペース上段には変身用コスチューム、下段には紙芝居用の駄菓子入り。
- 大赤虫壱號: 東京眼魔団の操る四脚型巨大ロボット。砲撃と近接電撃、戦車をも分解吸収する触手が武器。大魔號との初戦で必殺技・ハンマーヘッドに貫かれ大破。
- ニセ大魔號: 東京眼魔団に雇われた偽少年キッド操る巨大ロボット。明らかに違うデザインは初見で見破られる。部位からスパイクを展開し攻撃を強化する以外に一発限りの必殺砲を搭載。
- 大赤虫弐號: 東京眼魔団の操る芋虫型巨大ロボット。武器は体当たりと有線式で射出可能な巨大なアゴによる噛み付き攻撃。偽大魔號による必殺砲の誤射により大破。
- 大赤虫参號: 東京眼魔団の操る四脚型超巨大ロボット兼基地。大魔號の数倍のサイズでの踏み潰し他、前面から触手を展開し相手を捕縛、少年キッドが内部に侵入し団員達のゴーグルを壊すことで眼魔団の視力を奪い、視力を失ったまま逃亡した挙句操作を誤り海に転落し水没。その後の経過は明かされず大赤虫参號（改）として潜水可能型に強化される。
- 大赤虫四號: 東京眼魔団所有の自律型ロボット。大魔號により頭部を粉砕された偽大魔號の碗部が変形したもの。ムカデ状のボディは小型二脚ロボットの連結したもの。

大魔號のパンチでバラバラに分離し一斉攻撃を加えるが江戸川ゆに子の機転により振り払われ、大魔號・分体による一斉ハンマーヘッドで全機大破。
- 大赤虫伍號: 東京眼魔団の操る二脚人型巨大ロボット。眼魔団首領曰く大魔號の１億倍のパワーを誇るが、完成した大魔號の超兵器によりなす術なく眼魔団基地もろとも大破。
- 老人の冷や水壱號: 東京やせがまん陰謀団操る巨大ロボット。覗き窓一つの円筒形ボディにタコ足といった外観で覗き窓から怪光線を発する。大魔號と戦闘中に海に転落し水没。
- 老人の冷や水弐号: 東京やせがまん陰謀団操る多腕巨大ロボット。都市破壊中に大魔號と交戦。しかし操作していた陰謀団達が暑さで倒れ動きが止まりこれが敗因となり大破。
- 惑星直列号: 怪人地球ゴマ一味操る飛行型巨大ロボット。強力な怪光線による遠距離攻撃と捕獲用触手を搭載。装甲は意外に薄く、大魔號の一撃で大破。
- 惑星直列号II: 怪人地球ゴマ操る飛行型巨大ロボット。鋭利なトゲを複数搭載。相変わらず怪光線が主力武器だが大魔號と対戦する事は無くその後は登場せず。
- 自業自得壱號: 東京かまぼこ団操る自律型巨大ロボット。閉じた巨大な両目内部に放電する多数の有線式小目玉を格納。大魔號との対戦で触手を展開した直後に頭部を掴まれ、近接戦用攻撃技「大魔號超振動爆砕腕」により機体を構成するパーツ類を振動でバラバラにされ大破。しかし崩れ落ちた部品で全員記憶喪失になってしまう。

## 鉄鋼無敵科学大魔號・兵装
ハンマーヘッド最も使用回数が多く破壊力の高い攻撃。胴体と鎖で繋がった頭部を射出する、よほど頑丈な装甲でない限り突き破る程の威力を誇るが初戦では同調を終えて間もない少年キッドの首まで伸びてしまった。直撃の際は頭部アンテナが破損する上に操縦者も頭部にダメージを負う。回によってこの設定はあったり無かったりする。
大魔號超振動爆砕腕両腕で敵機をホールド後に超振動を加えバラバラにする技。自業自得壱號との対戦のみ使用。大魔號自体は超振動の影響を受けない。
大魔號・分体前屈みの体勢で頭部を箱のフタのように開き、本体内部から小型の大魔號を無数に発進させる「なんでもアリアリ」な技。分離した大赤虫四號を一斉に粉砕する。
未知の超兵器未完成だった兵装。作品中のコマ端にある数字（コマノンブル）を自在に操る機能、コマノンブルを超巨大化させる事で大赤虫伍號と集結した敵組織を全滅させた。